# Odense-Kerteminde-Martofte Jernbane
Odense-Kerteminde-Martofte Jernbane (OKMJ) – eller Kertemindebanen – var en dansk privatbane, der startede som Odense-Kerteminde-Dalby Jernbane (OKDJ) og senere blev forlænget fra Dalby til Martofte.

## Historie
Den store jernbanelov fra 1894 indeholdt en bane fra Kerteminde til Odense eller Ullerslev og evt. fra Kerteminde til Dalby. 6. maj 1896 blev der udfærdiget koncession, og anlægget af banen blev påbegyndt i foråret 1898. Forlængelsen til Martofte var med i den store jernbanelov fra 1908. Koncession blev udfærdiget 29. marts 1913, og arbejdet blev påbegyndt samme sommer.
Banen havde fuld optagelse på Odense Station, hvor den havde egen remise og værksteder. Fra starten havde alle stationer svine- eller kvægfold med tilhørende rampe – banen havde svinetransporter indtil 1950. De fleste stationer havde også ramper til læsning af sukkerroer.

## Strækningsdata
- Odense-Kerteminde-Dalby (31,6 km), indviet 4. april 1900
- Dalby-Martofte (4,0 km), indviet 25. februar 1914
- Samlet længde: 35,6 km
- Sporvidde: 1.435 mm
- Skinnevægt: 17,5 kg/m, i 1966 24,39 kg/m
- Maks. stigning: 8,3 ‰
- Mindste kurveradius: 628 m bortset fra et par steder i Kerteminde og ved Dalby
- Maks. hastighed: 60 km/t
- Nedlagt: 31. marts 1966

## Standsningssteder
Alle stationer havde et sidespor med sporskifte i begge ender og siderampe.
- Odense station i km 0,0 – forbindelse med Den fynske hovedbane, Odense-Svendborg Banen, Bogensebanen, Brenderupbanen og Odense-Nørre Broby-Faaborg Jernbane.
- Biskorup trinbræt i km 4,0 fra 5. april 1900 til 11. oktober 1945.
- Seden station i km 4,8 med sidespor til et cikorietørreri.
- Bullerup trinbræt i km 6,5 med sidespor til banens grusgrav. Blev i 1907 billetsalgssted med sidespor, og der blev opført en lille ekspeditionsbygning.
- Agedrup station i km 7,8.
- Vester Kærby trinbræt i km 9,2 fra 20. november 1929 med grusperron. Et venteskur var placeret ved den krydsende bivej.
- Dræby station i km 10,0 med 1-2 stikspor. Nærmeste station ved Lindøværftet, som under opførelsen 1958-63 havde et kort sidespor til omladning af tunge maskindele på blokvogne. Men et planlagt sidespor helt ud til værftet blev aldrig realiseret.
- Trellerup trinbræt i km 11,7 fra 6. oktober 1924 med venteskur af træ og privat sidespor, fra 1. maj 1932 offentligt sidespor med ekspedition fra Dræby station.
- Kølstrup station i km 14,3 med langt sidespor til krydsning med roetog.
- Ladby station i km 17,0 med 3 spor, 2 perroner og troljeskur. Nedsat til trinbræt med sidespor 1. oktober 1965.
- Rynkeby station i km 18,4.
- Revninge station i km 20,3.
- Kerteminde station i km 23,9 med 4 gennemgående spor, havnespor, drejeskive, vandtårn og traktorremise.
- Tårup trinbræt i km 27,4 fra ca. 1901 med grusperron og betonventeskur. Fik 27. august 1930 sidespor med ekspedition fra Mesinge station.
- Mesinge station i km 29,3.
- Dalby station i km 31,8 med private pakhuse og meget langt sidespor, der også havde sporskifte på midten. Ved forlængelsen af banen i 1914 blev sporet forlagt fra vestsiden af stationsbygningen til østsiden. Varehuset måtte flyttes og retiradehuset afkortes.
- Hersnap trinbræt i km 33,0 med venteskur og sidespor med ekspedition fra Dalby station.
- Kirkebro trinbræt i km 34,0 med venteskur. Lå ved landsbyen Stubberup, men det navn var dengang optaget af en station på Østbanen.
- Martofte station i km 35,6 med 3-sporet remise, opholdsrum, drejeskive, kulgård og vandtårn.

### Bevarede stationsbygninger
De oprindelige stationsbygninger – altså undtagen Martofte og Bullerup – var tegnet af DSB´s overarkitekt Heinrich Wenck. Bygningerne i Agedrup og Kerteminde er revet ned. Bullerup er bevaret, men til- og ombygget til ukendelighed.
- Seden: Svendsagervej 6A
- Bullerup: Kærhaven 2
- Dræby: Munkebovej 10
- Kølstrup: Vægterbakken 30
- Ladby: Odensevej 481
- Rynkeby: Rynkebyvej 199
- Revninge: Revninge Bygade 50
- Mesinge: Stationsvej 17
- Dalby: Dalby Bygade 44
- Martofte: Fynshovedvej 522

## Drift
Kertemindebanen havde fælles driftsbestyrer med Bogensebanen indtil 1. oktober 1903, hvor Sydfyenske Jernbaner (SFJ) overtog driftsledelsen. Da dette selskab 1. april 1949 overgik til staten, overtog Kertemindebanen sammen med Brenderupbanen SFJ´s hidtidige driftsbestyrer. Fra 1. juli 1962 indgik Bogensebanen også i den fælles ledelse. De tre baner opførte på et tidspunkt en fælles remise, som havde drejeskive fælles med DSB. I 1954 blev der opført en stor ny rundremise, som var fælles med DSB, men dog havde tre kulgårde, formentlig til henholdsvis DSB, Bogensebanen og Brenderupbanen/Kertemindebanen, som på dette tidspunkt var de to baner, der havde fælles drift – i 1954 fik de også fælles værksteder.
Banen gennemløb en meget frugtbar egn, og godstransporten hidrørte hovedsagelig fra landbruget. Banens faste kunder omfattede blandt andet en del industrivirksomheder i Kerteminde, og i de senere år fik banen betydning som forstadsbane til Odense.

## Strækninger hvor banetracéet er bevaret
13 km af banens tracé er bevaret og tilgængeligt.
- Fra Odense Station til Vollsmose
- Fra Seden gennem Bullerup
- Gennem skoven til Agedrup
- Trællerup trinbræt med rest af læsserampe
- Gennem Mesinge under Midskovvej
- Mellem Mesinge og Dalby
- Hersnap trinbræts læsserampe